# Seat

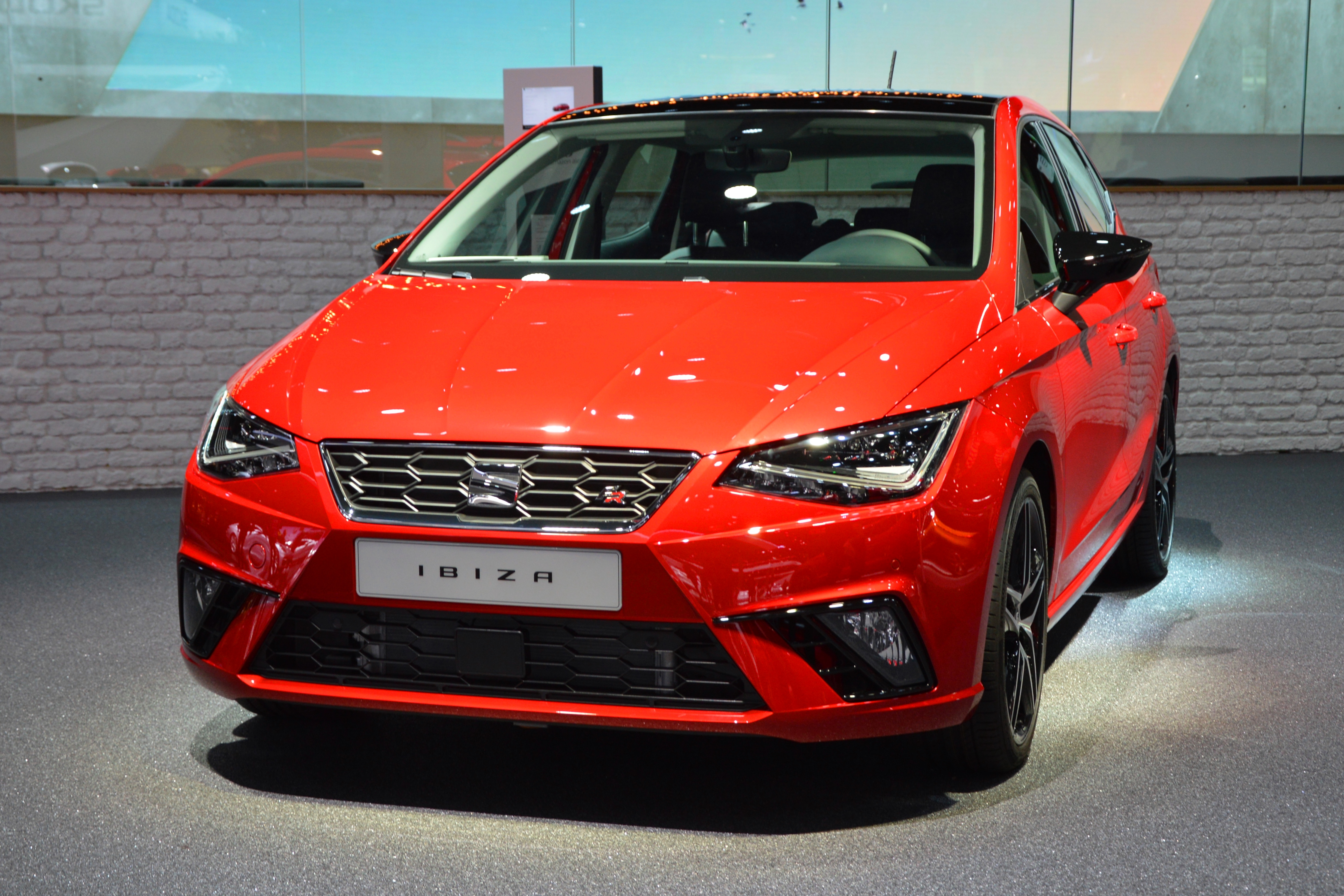
Seat Ibiza

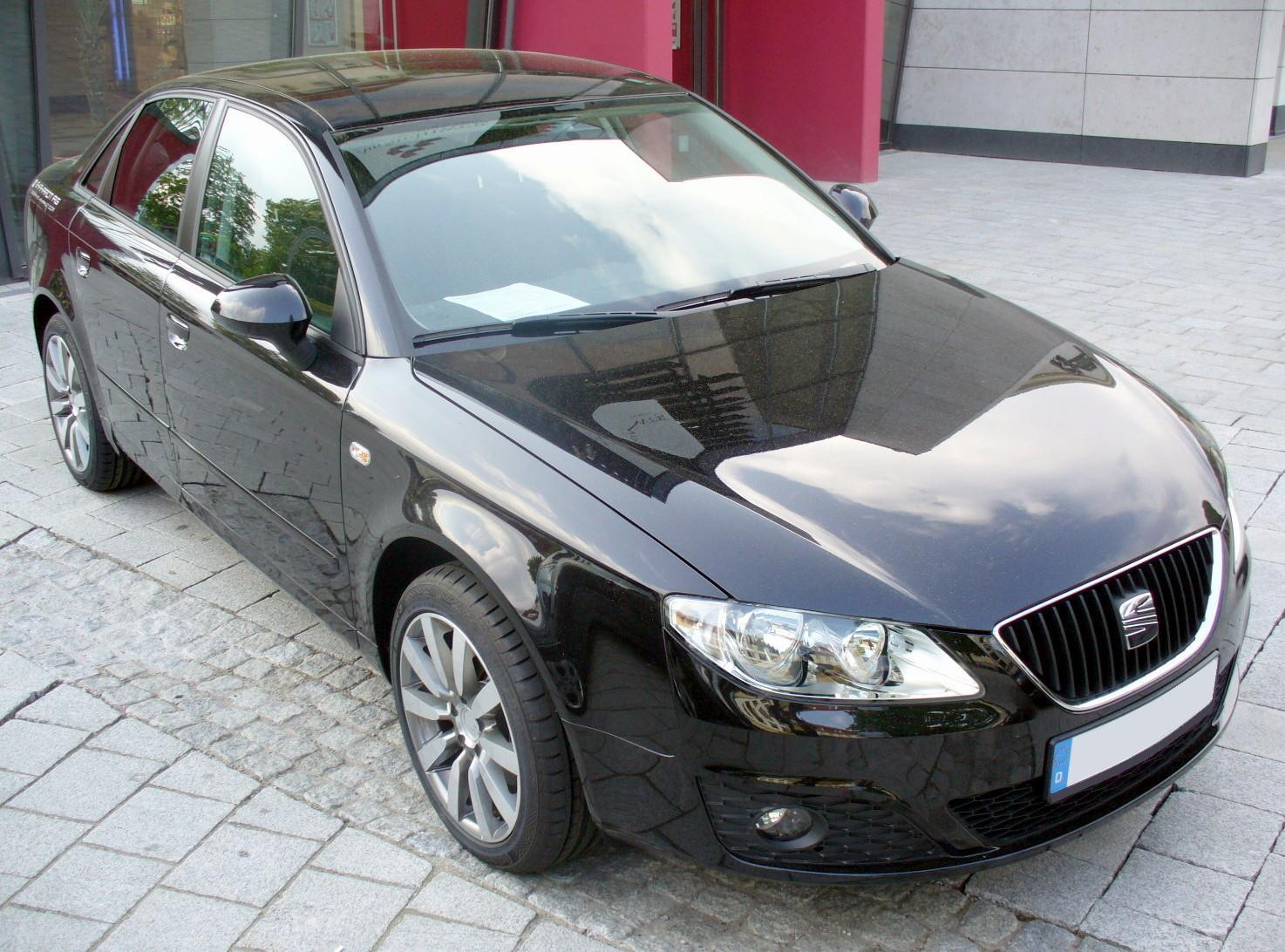
Seat Exeo

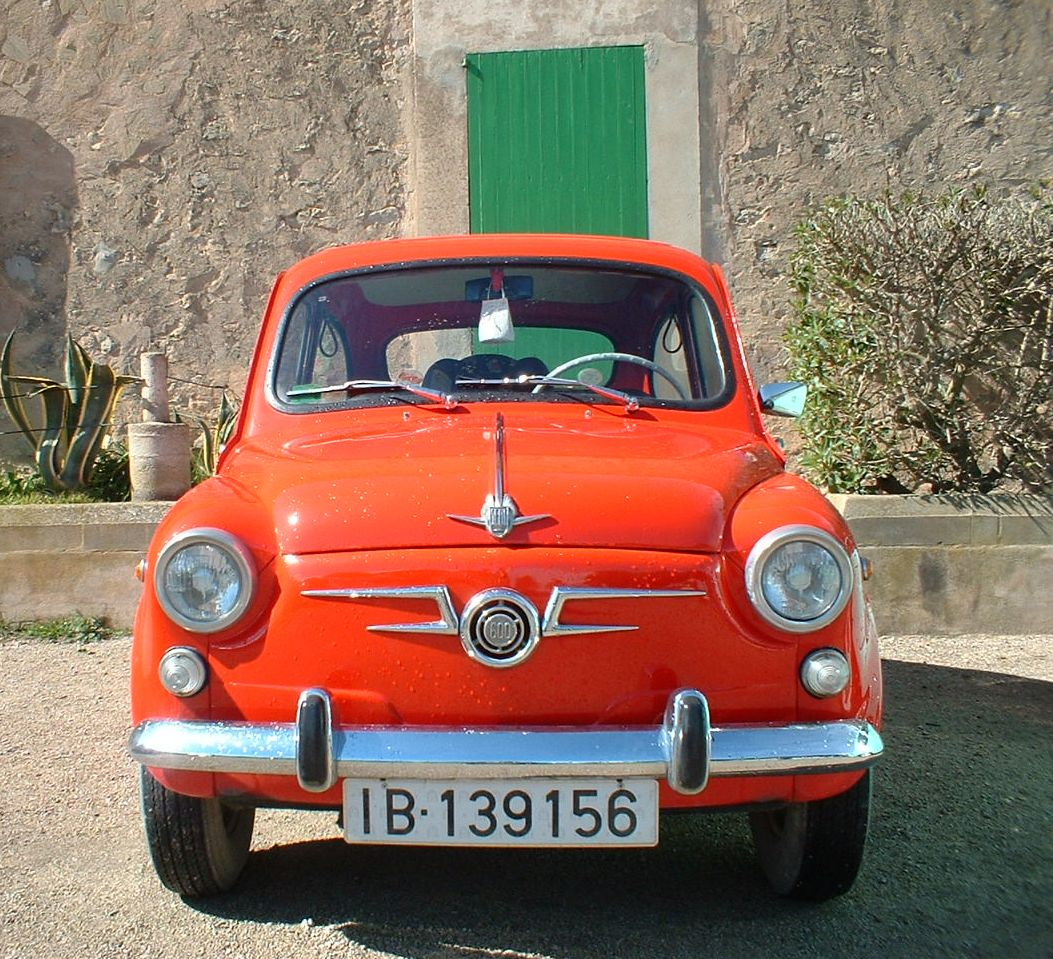
Seat 600

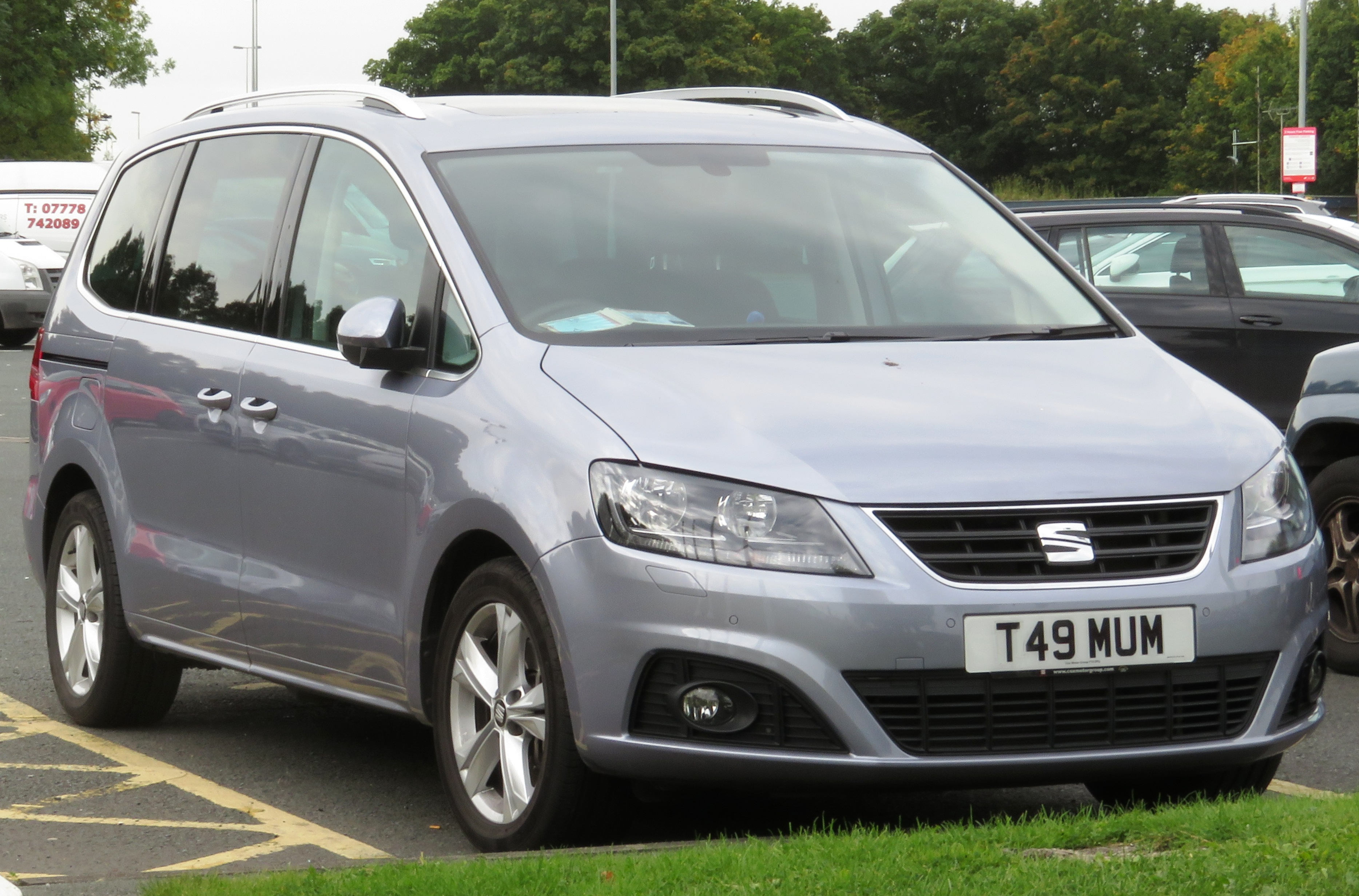
Seat Alhambra

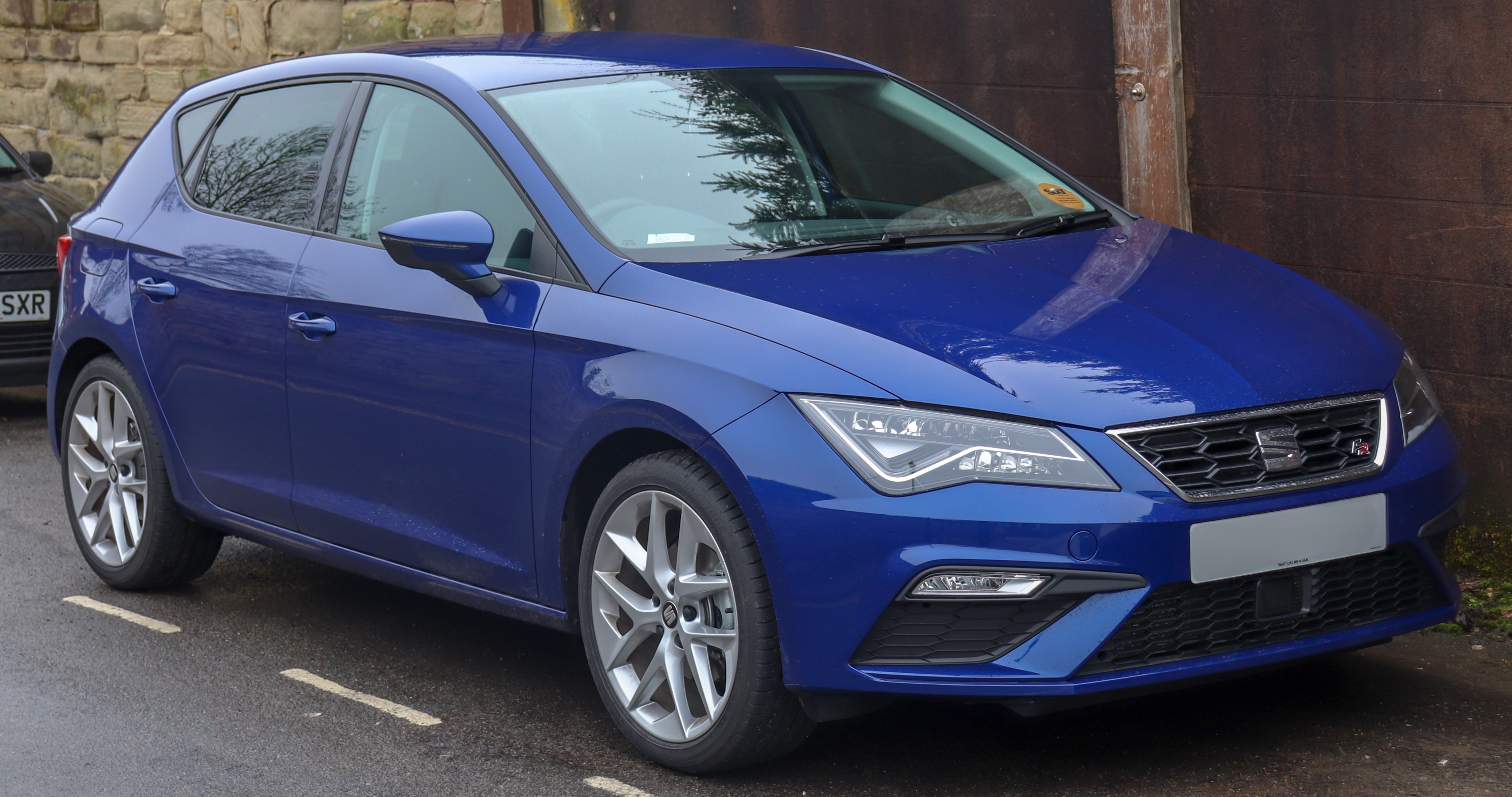
Seat León

SEAT, S.A. (Engelska: /ˈseɪɑːt/, spanska: [ˈseat]; Sociedad Española de Automóviles de Turismo) är en spansk biltillverkare som ingår i Volkswagen AG. Bolaget har sitt huvudkontor i Martorell utanför Barcelona och tillverkade 552 859 bilar 2016.

## Historia
Bolaget grundades den 9 maj 1950 av Instituto Nacional de Industria (INI). Ägare var spanska staten (51 procent), sex spanska banker (42 procent) och Fiat (7 procent).
Den första Seatbilen producerades 1953 i en ny bilfabrik i frihandelszonen Zone Franca. Dagsproduktionen det första året var cirka fem bilar per dag. De första modellerna byggde på Fiat 600 och 850. Sedan tillverkade fram till 1980-talet varianter av Fiats modeller. Fiat lämnade Seat 1981. 1986 köpte Volkswagen Seat via Audi och numera har Seat många komponenter gemensamma med andra bilmodeller inom VAG-koncernen. Seat kom till Sverige först ett par år efter att Volkswagen tagit innehav; Span Auto Sverige AB började importera den då nya Toledon kring årsskiftet 1991/1992.
Den 22 februari 2018 meddelade SEAT officiellt att man bryter ut sina prestandabilar till ett eget bilmärke, Cupra.
2023 meddelade Seat de skulle sluta sälja bilar under eget namn år 2030 för att istället satsa helt på märket Cupra. I mars 2024 meddelade företaget dock att Seat-märket skulle leva vidare.

## Tidigare bilmodeller
- Seat 600
- Seat 800
- Seat 850
- Seat 1200 Sport
- Seat 1400
- Seat 1430
- Seat 1500
- Seat 124
- Seat 127
- Seat 128
- Seat 131
- Seat 132
- Seat 133
- Seat Arosa
- Seat Cordoba
- Seat Fura
- Seat Panda
- Seat Ritmo
- Seat Ronda
- Seat Terra
- Seat Inca
- Seat Malaga
- Seat Marbella

## Aktuella bilmodeller
- Seat Alhambra
- Seat Altea
- Seat Arona
- Seat Ateca
- Seat Exeo
- Seat Ibiza
- Seat León
- Seat Toledo